# HD 161664
HD 161664，又名BD-22 4423，SAO 185765、HR 6617，是一颗恒星，视星等为6.18，位于銀經5.77，銀緯2.94，其B1900.0坐标为赤經17h 41m 43s，赤緯-22° 2.94′ 26″。